# Ausztrálázsia

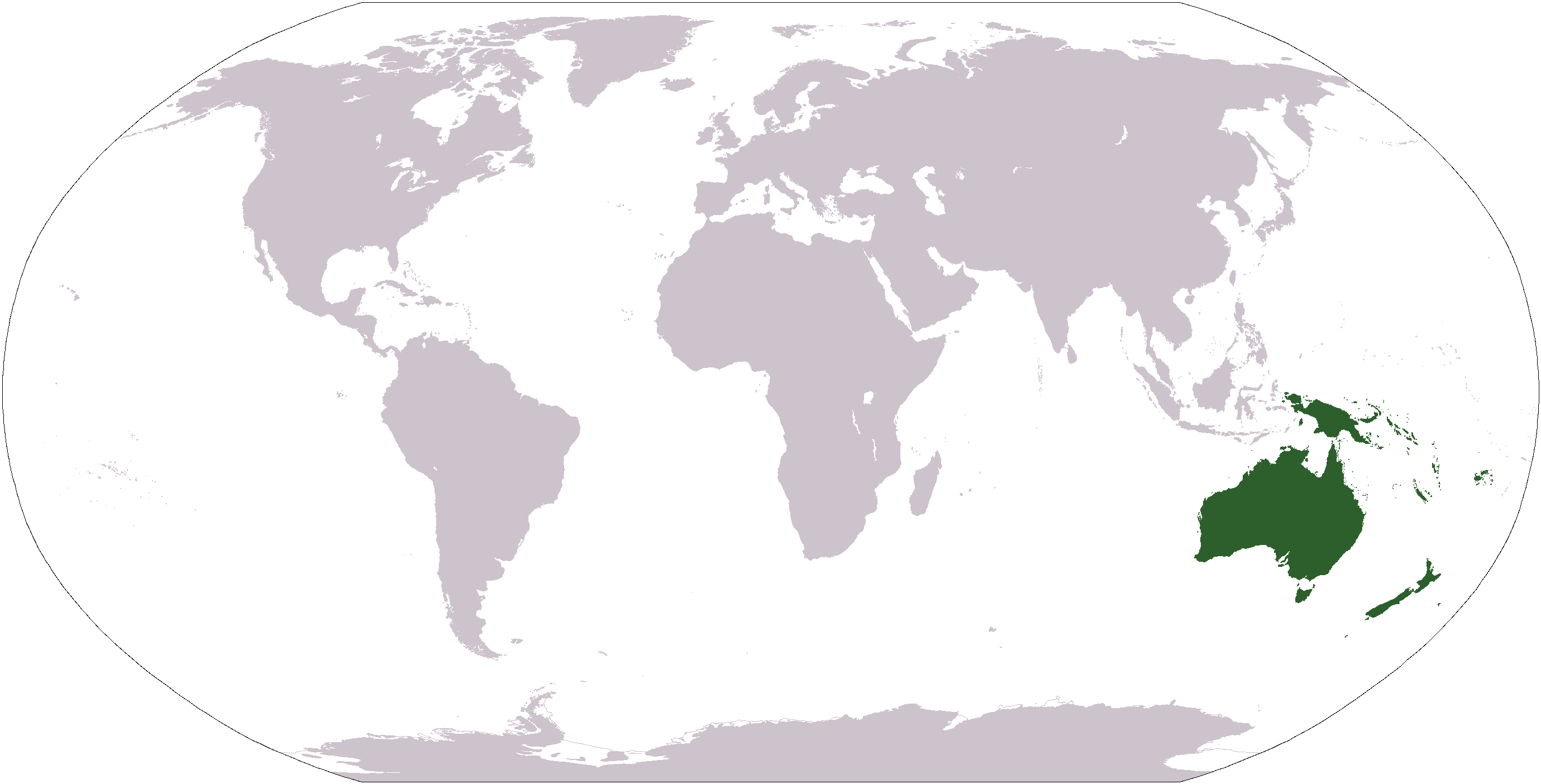
Ausztrálázsia

Ausztrálázsia régió Óceániában, amely magába foglalja Ausztráliát, Új-Zélandot, Új-Guineát és a közeli Csendes-óceáni szigeteket. Az elnevezést Charles de Brosses alkotta meg Histoire des navigations aux terres australes című művében.

## Részei

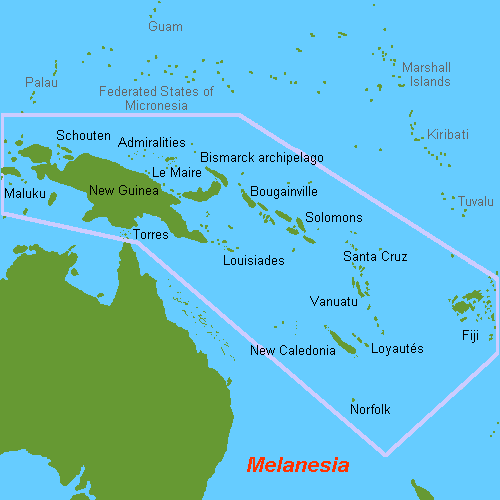
Melanézia

- Ausztrália
- Új-Zéland
- Új-Guinea
- Mikronézia
  - Mariana-szigetek
  - Marshall-szigetek
  - Karolina-szigetek
  - Kiribati
- Polinézia
- Melanézia

## Élővilág
Az emberek betelepülése előtt az emlősök közül csak a denevérek voltak jelen Új-Zélandon. Ausztrália és Új-Guinea legfontosabb ragadozói a krokodilok és más nagy hüllők. A régióban 13 madárcsalád honos, beleértve az emuféléket és a kiviféléket.

## Demográfia
2007-ben Ausztrálázsia teljes népessége becslések szerint 33 millió fő volt. A várható élettartam Ausztráliában 81 év, Új Guineában 67 év. A legfontosabb nyelv az angol, amit több, mint 20 millió lakos beszél.